# Varbergs torg

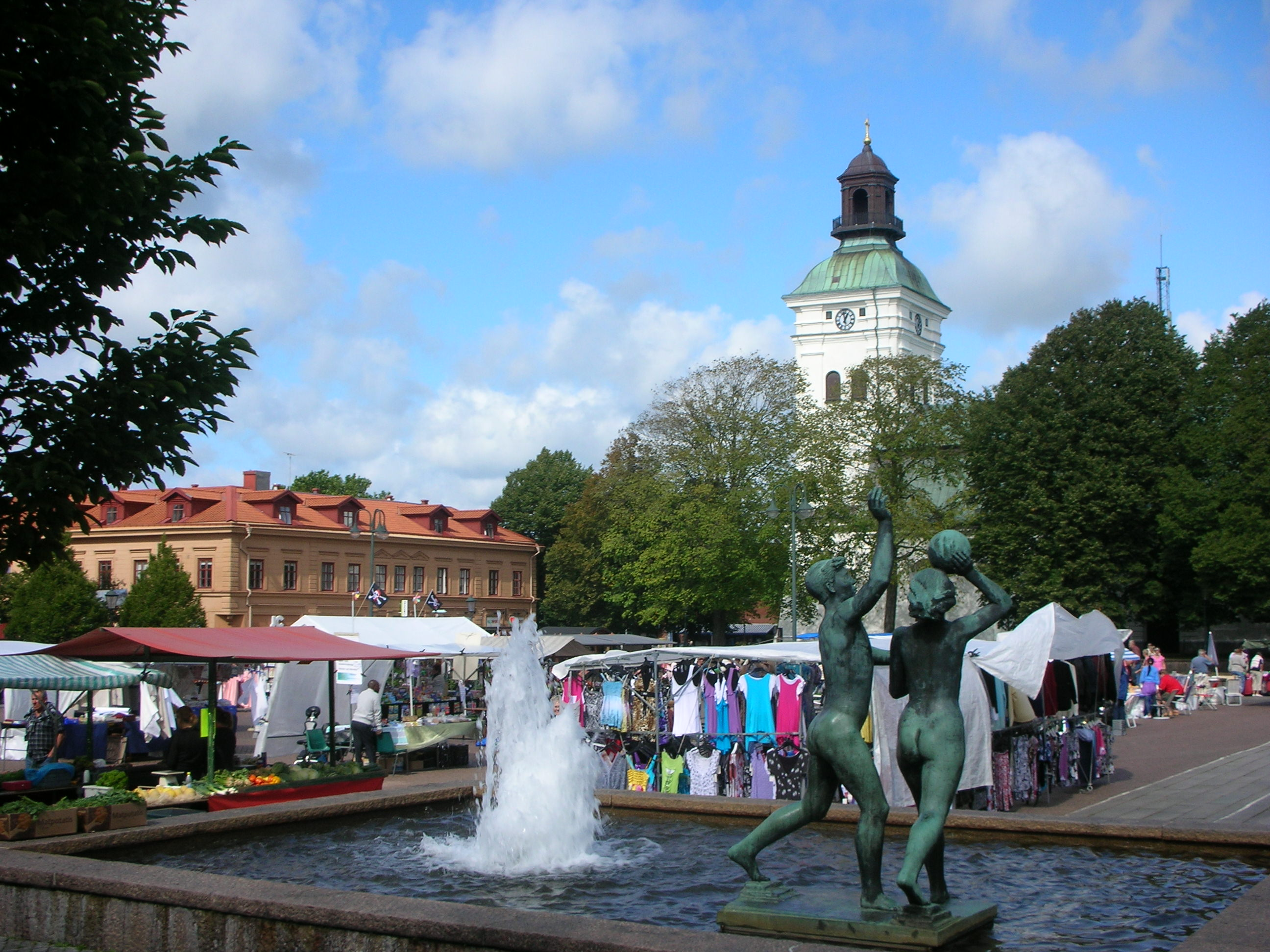
Varbergs torg, med Badande ungdom närmast kameran, och kyrkan och Lundquistska huset i bakgrunden.

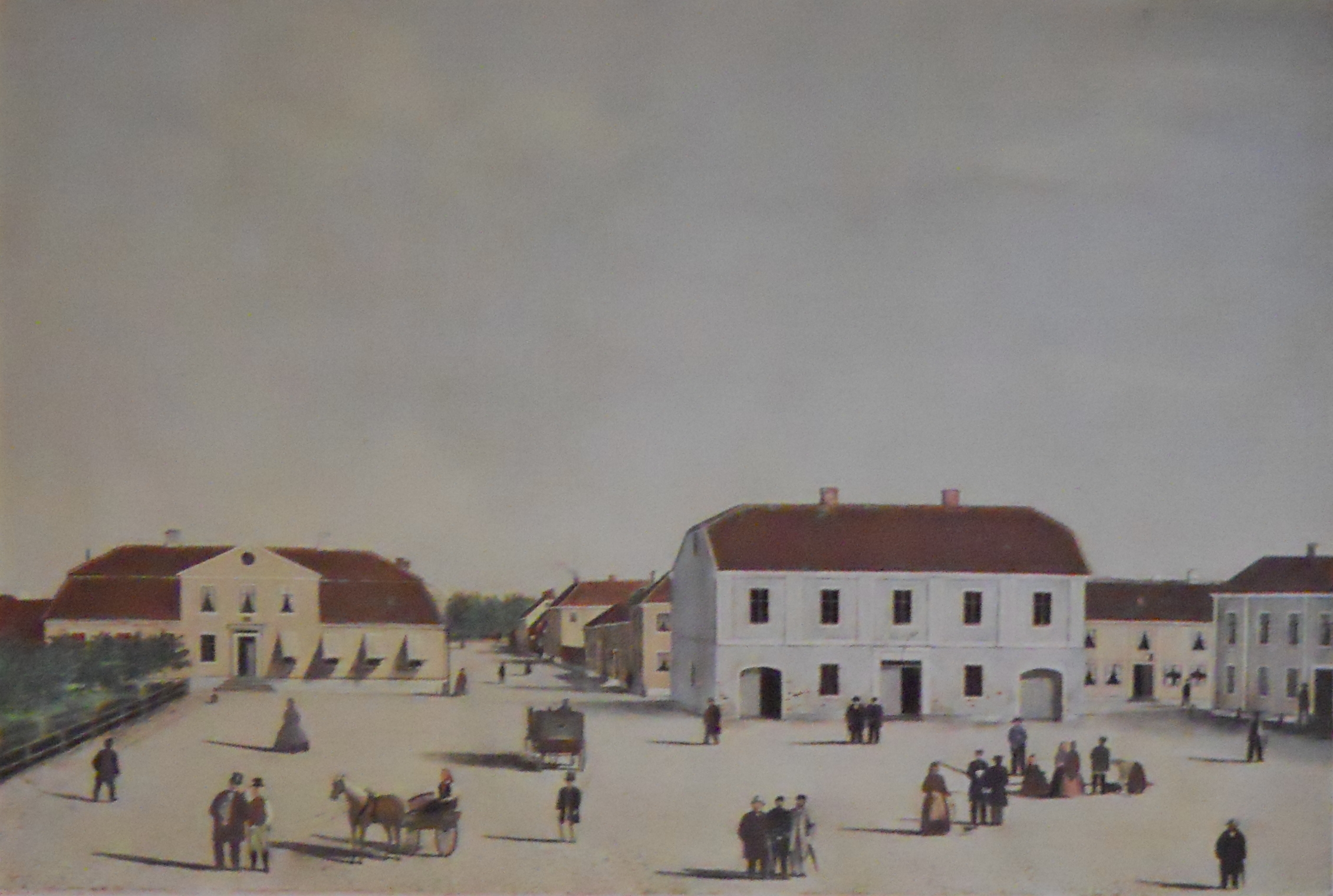
Varbergs torg, oljemåling av Birger Sjöberg 1859. Den ljusblå byggnaden rakt fram är stadens dåvarande rådhus.

Varbergs torg ligger i centrala Varberg. Runt torget ligger kyrkan i norr, stadshotellet i väster, Sparbanken i söder och det gamla rådhuset öster. Torget avgränsas av Kungsgatan, Drottninggatan och Bäckgatan. Över torget går Torggatan, som är gågata.
På torget anordnas torghandel varje onsdag och lördag året runt. Handeln är som mest livlig sommartid, genom alla tillresta turister. Det säljs blommor, frukt och grönsaker, fisk, hantverk och textilier. Handeln med textilier och kläder på torgets norra del, den så kallade ”klutahandeln”, är det mest unika inslaget i torghandeln. Förr kunde man köpa textilier i lösvikt.
Den del av torget som ligger norr om Torggatan var i äldre tider kyrkogård, och för att markera detta är torget belagt med rödaktig gatsten.[källa behövs] Här ligger general Carl Fredrik Pechlin begraven, i ovigd jord strax utanför kyrkogården.[källa behövs] Detta har markerats med en minnessten inlagd i stenläggningen.
1937 installerades skulpturen Badande ungdom, utförd av konstnären Bror Marklund, på torget.
Runt torget finns lövträd. Dessa skänktes till staden 1994 av olika företag. Vid varje träd finns en liten skylt där staden tackar bidragsgivaren för trädet.
I november 2011 installerades en permanent julgransfot på torget. Fram till 2010 stod Varbergs offentliga julgran i Brunnsparken, mittemot kyrkan, men från och med julen 2011 används torget för detta ändamål. Flytten till torget gjorde det möjligt att ha en mycket högre gran, 15–18 meter, jämfört med 12–13 meter i Brunnsparken.